# Хераклейон
Вижте пояснителната страница за други значения на Хераклеон.
Хераклейон, известен и като Тонис (на гръцки: Ηράκλειον, Θώνις), е античен египетски град край Александрия, чиито руини са разположени на дъното на Абукирския залив, днес отдалечени от брега на няколко километра. Египотското му име е Тонис, а в гръцкия му вариант носи името на Херакъл (Херкулес), като се е смятало, че той сам е посещавал града в античността. Основан е около XII век пр. Хр. и се споменава в трудовете на античните автори Диодор Сицилийски (1.9.4), Страбон (17. 1.16) и Херодот (2.113). Значението му нараства през късния период на управлението на фараоните в Египет, когато заедно с Навкратис са главни пристанища на държавата. Хераклейон е построен върху разположени на Нилската делта острови, прорязани от канали, като е снабден с редица пристани, кейове и други съоръжения. Информация за града дава Херодот, който описва голям храм на мястото, където Херакъл за първи път стъпил в Египет. Също според него Парис и Елена от Троя са избягали в Хераклейон преди началото на Троянската война. Четири века след Херодот географът Страбон описва града, разположен на изток от Канопос на устието на едноименния ръкав на Нил, в който имало храм на Херакъл.
Хераклейон процъфтява особено между VI и IV век пр. Хр., доказано от множеството открити археологически находки. Фараон Нектанеб I достроява и разширява храма на Хонсу, син на Амон, който е египетският еквивалент на Херакъл. Градът потъва в морето през VI – VII век сл. Хр., вероятно поради значителни земетресения и наводнения. Открит е отново през 2000 г. Проучванията доказват, че това е един град с две имена – гръцко и египетско, а сред намерените артефакти е гигантска статуя на бог Хапи. Другото древногръцко пристанище, Навкратис, отстои на 72 km нагоре срещу течението на Нил. През Навкратис или през Западното езеро с канал до Канопос стоките се транспортирали навътре в сушата.
През II век пр. Хр. Александрия измества Хераклейон като главно египетско пристанище на Средиземно море. Към края на века почвата под града започва да поддава и сградите се рушат. Жителите го напускат и някои остават и по време на римляните и началото на арабското управление, но към края на VIII век вече всичко е под водата.

## Археологически находки
Откриването на Хераклейон става при една експедиция на френския подводен археолог Франк Годио през 2000 година. Преди това е имало съмнение дали Хераклейон и Тонис са един и същи град и не е имало никакви следи.
Подготовката за подводните разкрития започва през 1996, като за една година е картографиран район от 11 на 15 км от дъното на залива, разположен на около 10 м дълбочина. Първите находки са намерени през 2000 г. Забележителна сред тях е стела от черен камък с височина 2 метра, датираща от началото 378 – 362 пр. Хр. и издигната по заповед на фараон Нектанеб I. Текстът повтаря текста на подобна стела, намерена в началото на XX век в Навкратис и описва даренията на фараона за храма, както и данъците, събирани от влизащите кораби. На нея е точно посочено мястото, на което да бъде издигната: град Тонис-Хераклейон.
През 2021 г. са отрити кошници, все още пълни с останки от палмови плодове и семена от грозде и керамични и бронзови статуетки, както и плоскодънна галера с дължина 25 м от времето на Птолемеите.
- Стела на Птолемей VIII от храма в Хераклейон
- Птолемееви монети от потъналия Хераклейон